# 시저 밀란

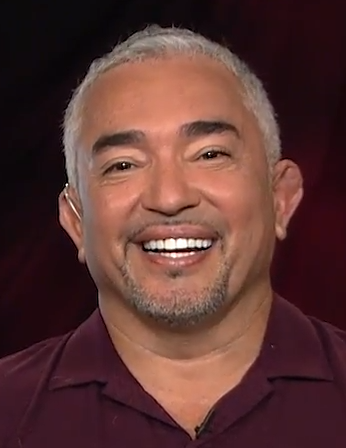
2018년 모습

시저 밀란(영어: Cesar Millan, 스페인어: 세사르 미얀, 1969년 8월 27일 ~ )은 멕시코와 미국의 도그 트레이너이다. TV 시리즈인 《도그 위스퍼러》의 출연자로 잘 알려져 있다.